# 아린 웨랜

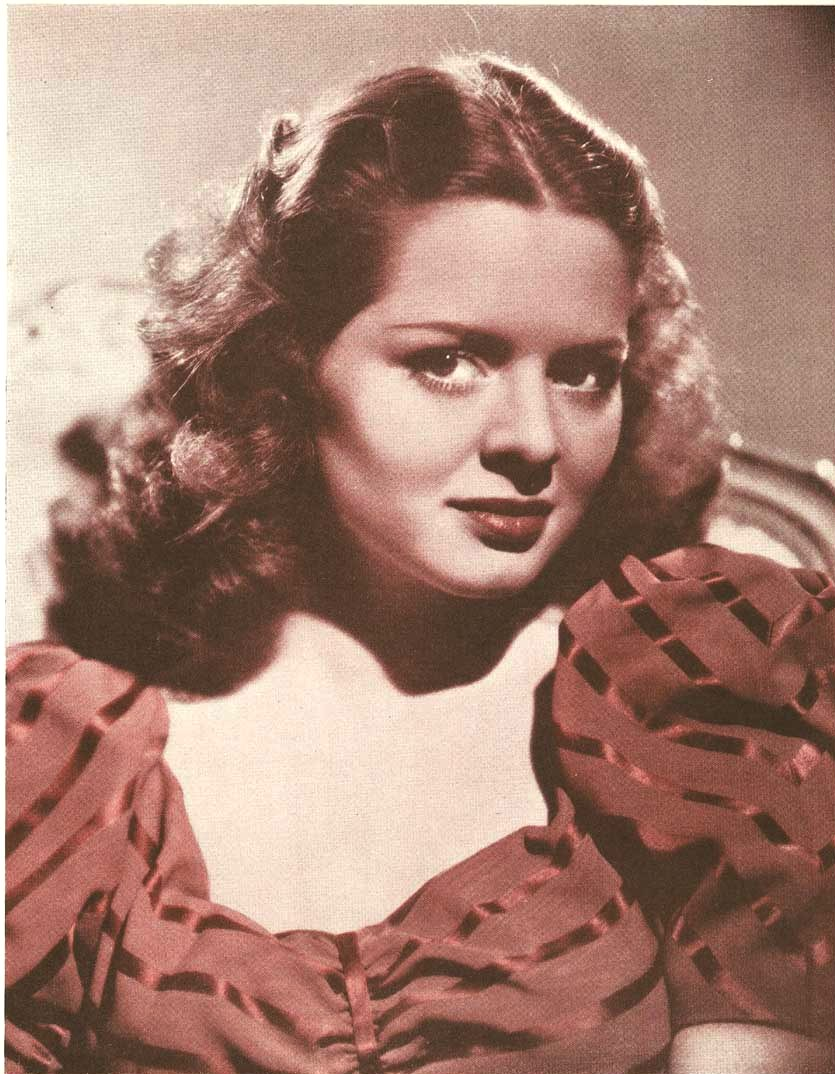

아린 웨랜(Arleen Whelan, 1914년 9월 1일 ~ 1993년 4월 7일)은 미국의 배우, 영화배우이다.
솔트레이크시티에서 태어났으며 오렌지군에서 사망하였다. 사인은 뇌졸중이다.

## 영화
- 태양은 밝게 빛난다 (1953년)
- 버라이어티 걸 (1947년)
- 스테이지 도어 캔틴 (1943년)
- 찰리의 이모 (1941년)
- 영 피플 (1940년)
- 링컨 (1939년)
- 유괴 (1938년)